# ギニア関係記事の一覧
ギニア関係記事の一覧（ギニアかんけいきじのいちらん）は、ギニア関連記事を一覧にしたものである。独立前の関係記事も取り扱う。
- ギニア出身の人物についてはギニア人の一覧を参照。

## 英数字・記号
- 1968年メキシコシティーオリンピック
- 1980年モスクワオリンピック
- 1984年ギニアクーデター（英語版）
- 2008年ギニアクーデター
- 2021年ギニアクーデター
- 9月28日スタジアム

## あ行
- アフリカネイションズカップ1976
- アフリカ連合 - 同国はこの連合に加盟している国のひとつである
- イスラム教
- 稲 - 生産物のひとつ
- オリンピックのギニア選手団

## か行
- キッシ族
- ギニアショウガ
- ギニアの行政区画
- ギニアの都市の一覧
- ギニアビサウ - 隣国
- キャッサバ - 生産物の一つ
- キリスト教
- コートジボワール - 隣国
- コナクリ - 首都
- コナクリ国際空港

## さ行
- サッカーギニア代表
- サモリ帝国（英語版） - かつて同国地域に存在していた国家
- シエラレオネ - 隣国
- ジュラ人（英語版）
- セネガル - 隣国
- ソルガム - 生産物の一つ

## た行
- 大西洋 - 西側に位置する
- トウモロコシ - 生産物の一つ

## な行
- 西アフリカ諸国経済共同体 - かつて加盟していた経済共同体（クーデターを理由に2008年付で資格停止中）

## は行
- フォニオ - 同国で栽培されているイネ科の植物
- フラニ族
- フランス - かつての宗主国
  - フランス語 - 公用語
- フランス領ギニア (植民地)（英語版） - 同国の前身のひとつ

## ら行
- ラッカセイ - 生産物のひとつ
- 陸稲
- リベリア - 隣国